# Fietssnelweg F412
De fietssnelweg of fietsostrade F412 Lokeren - Moerbeke-Waas is een fietssnelweg die vertrekt ter hoogte van het station Lokeren en loopt via Daknam en Eksaarde naar het oude station van Moerbeke. Het gehele traject ligt op de oude bedding van spoorlijn 77A (Lokeren-Moerbeke).

## Aanleg
De fietssnelweg is grotendeels al aangelegd, met name tussen Lokeren en Eksaarde, waar deze zich bevindt op een verhard pad. Echter, vanaf Eksaardsedam, op de grens tussen Lokeren en Moerbeke, is het pad nog niet volledig verhard of aangelegd. Dit gedeelte van de fietssnelweg wacht nog op verdere ontwikkeling en constructie.

## Traject
De fietssnelweg ligt volledig op de oude spoorwegbedding van lijn 77A en passeert:
- Lokeren
- Daknam
- Eksaarde
- Moerbeke-Waas

### Lokeren - Eksaarde
In 2024 werd voor de twee maal een provinciale vergunning vernietigd omdat wegverlichting schadelijke gevolgen veroorzaakt voor nachtdieren zoals vleermuizen en glimwormen, in de beschermde natuurgebieden die het fietspad doorkruist.

### Bezienswaardigheden
De F412 ligt voor een groot deel parallel met de Durme en doorkruist hierdoor een aantal natuurgebieden die beheerd worden door vzw Durme:
- Daknamse Meersen
- Lokerse Durmemeersen
- Lokerse Moervaartmeersen

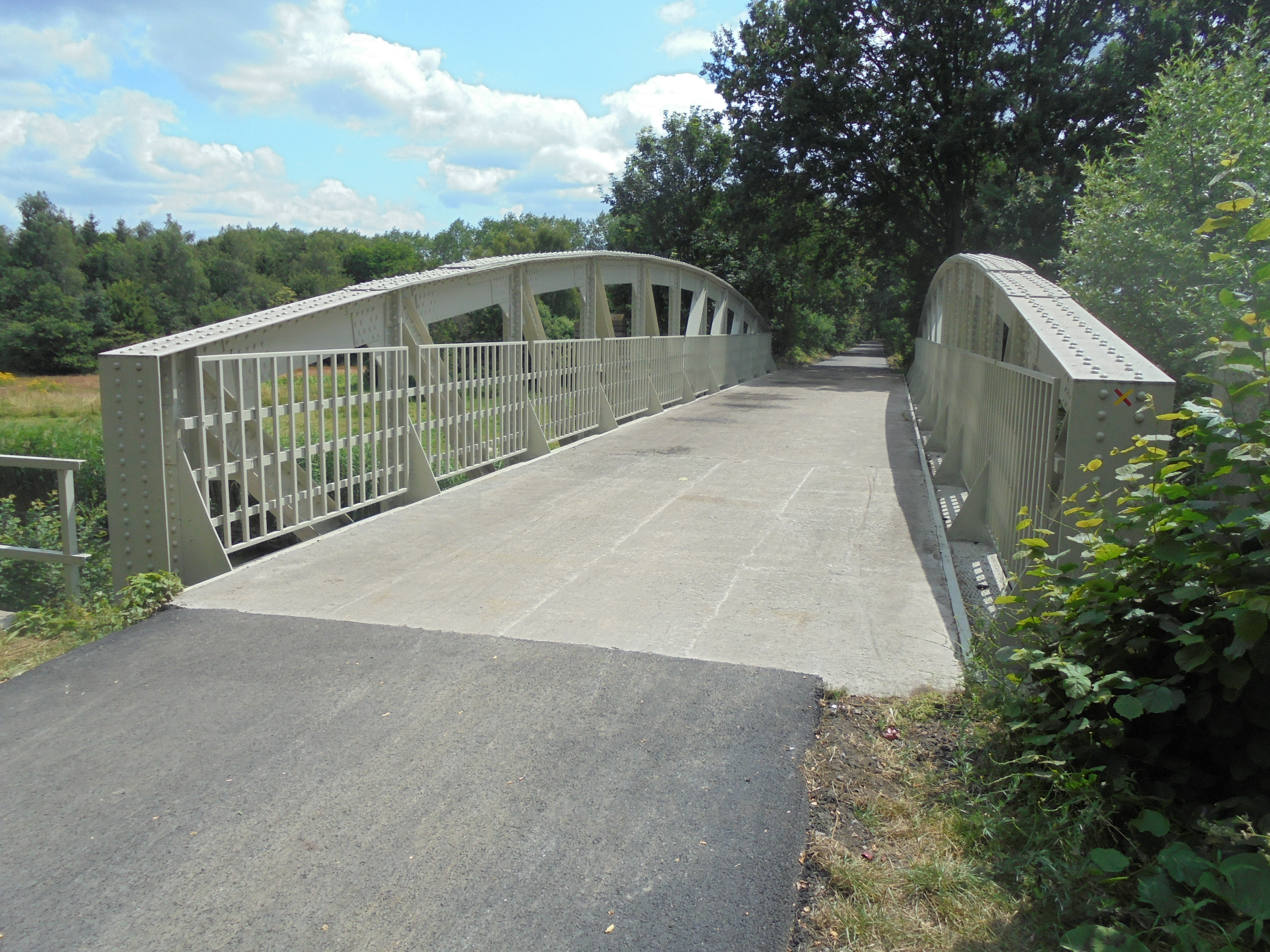
Spletterenbrug

Langs deze route zijn er enkele historische spoorweggebouwen te zien, zoals de voormalige stations van Daknam, Moerbeke en Eksaarde. Het station van Eksaarde lag op de site van het huidige Stationsplein. De fietssnelweg loopt tussen Daknam en Eksaarde over een verhoogd talud en kruist de Moervaart via de Spletterenbrug.